# Terraube
Terraube település Franciaországban, Gers megyében. Lakosainak száma 361 fő (2022. január 1.). Terraube Blaziert, Lamothe-Goas, Lectoure, Marsolan, Mas-d’Auvignon és Pauilhac községekkel határos.

## Népesség
A település népessége az elmúlt években az alábbi módon változott:
| Lakosok száma | 504  | 500  | 381  | 388  | 391  | 383  | 372  | 375  | 378  | 361  |
|               | 1968 | 1982 | 1999 | 2006 | 2011 | 2015 | 2017 | 2018 | 2020 | 2022 |